# Trường Teen (Mùa 6)

Mùa thứ sáu của chương trình Trường Teen do Trung tâm sản xuất các chương trình giáo dục, Đài Truyền hình Việt Nam thực hiện, được phát sóng vào lúc 11h Chủ Nhật hàng tuần trên VTV7 từ 3 tháng 10, 2021 đến 26 tháng 12, 2021. Đức Bảo là dẫn chương trình mùa này.

## Luật chơi
Ở vòng casting, 36 đội thi lần lượt thi đấu với nhau, mỗi trận gồm 2 đội. Sau mỗi vòng đấu, các huấn luyện viên sẽ nhận xét và chọn đội cho nhà của mình. Trong trường hợp 1 đội được sự lựa chọn của trên 2 huấn luyện viên, đội đó có quyền được chọn về một nhà mà mình yêu thích. Sau vòng casting, mỗi nhà sẽ có 4 đội cho mình để vào vòng đấu chính thức.
Ở vòng đấu chính thức, 12 đội tham gia được 3 HLV lựa chọn thành 3 nhóm. HLV mỗi nhóm tự chia 3 cặp đối đầu và lựa chọn đội nào sẽ đi tiếp. Hình thức cho điểm và tặng like ở các mùa trước không còn được sử dụng ở vòng 12 đội. 6 đội chiến thắng tiếp tục thi đấu lựa chọn 3 đội xuất sắc cùng một đội được cứu đi vào vòng Bán kết.
Ở vòng Tứ kết, hình thức cho điểm qua từng vòng được sử dụng trở lại, với 20 điểm được cho bởi 2 giám khảo là trưởng ban cố vấn, Đỗ Hoàng Long, và huấn luyện viên không có đội thi tham gia trận thi đấu đó; 10 điểm còn lại được cho bởi nhóm cựu thí sinh Trường Teen bằng hình thức bỏ phiếu sau mỗi lượt tranh biện (đội có sự đồng thuận của 5/9 thành viên sẽ có điểm), ở lượt phản hồi mỗi giám khảo được cho tối đa 5 điểm. Đội có điểm cao hơn trong mỗi trận sẽ giành chiến thắng và một trong ba đội không giành chiến thắng sẽ được bổ sung vé vớt theo sự quyết định của ban chuyên môn.
Ở vòng Bán kết, hình thức cho điểm cũng giống như vòng Tứ kết, chỉ khác ở giám khảo thứ hai là chuyên gia tranh biện Vũ Anh Tuấn, và số thành viên bỏ phiếu trong nhóm cựu thí sinh giảm xuống còn 7 (đội có sự đồng thuận của 4/7 thành viên sẽ có điểm).
Ở vòng chung kết, hình thức cho điểm là: 20 điểm đến từ 3 giám khảo: Simon Trấn Vũ và hai thành viên ban chuyên môn (Đỗ Hoàng Long và Lê Quang, thống nhất cho điểm) và 10 điểm còn lại đến từ 7 cựu thí sinh trường teen. Hình thức cho điểm đối với lượt phản hồi giống như hai vòng trước.

## Các tập
| Vòng           | Tập | Ngày phát sóng | Kiến nghị | Đội Ủng hộ                                | Đội Phản đối                         |
| -------------- | --- | -------------- | --- | ----------------------------------------- | ------------------------------------ |
| Vòng loại 1/12 | 1   | 10/10/2021     | Chúng tôi ủng hộ việc xét tuyển đại học bằng kết quả các kì thi năng lực ngoại ngữ quốc tế (IELTS, TOEFL, SAT,...)                             | THPT Chuyên Hà Nội - Amsterdam            | THPT Chuyên Nguyễn Huệ - Hà Nội      |
| Vòng loại 1/12 | 2   | 17/10/2021     | Chúng tôi phản đối phong trào giới trẻ đọc sách tự lực                                                                                         | THPT Cổ Loa - Hà Nội                      | THPT Quốc học Quy Nhơn - Bình Định   |
| Vòng loại 1/12 | 3   | 24/10/2021     | Chúng tôi phản đối việc truyền bá thông điệp "Mọi cơ thể đều là cơ thể đẹp"                                                                    | THPT Chuyên Lê Hồng Phong - TP.HCM        | THPT Chuyên Lê Quý Đôn - Đà Nẵng     |
| Vòng loại 1/12 | 4   | 31/10/2021     | Chúng tôi phản đối xu hướng gia tăng tỉ trọng của nguồn tài trợ nghiên cứu khoa học ở các trường đại học được đóng góp bởi các tổ chức tư nhân | THPT Chuyên ĐH Sư phạm - Hà Nội           | THPT Chuyên Trần Đại Nghĩa - TP.HCM  |
| Vòng loại 1/12 | 5   | 7/11/2021      | Chúng tôi phản đối văn hóa tẩy chay trên mạng xã hội                                                                                           | THPT Chuyên Nguyễn Quang Diêu - Đồng Tháp | THPT Chuyên Thái Bình                |
| Vòng loại 1/12 | 6   | 14/11/2021     | Chúng tôi sẽ không thông cảm cho nhân vật Loki trong Vũ trụ Điện ảnh Marvel                                                                    | Phổ thông Năng khiếu - ĐHQG - TP.HCM      | THPT Chuyên Ngoại Ngữ - Hà Nội       |
| Tứ kết         | 7   | 21/11/2021     | Chúng tôi phản đối quan điểm cha mẹ cho rằng con cả phải chịu trách nhiệm cho cuộc sống của con thứ                                            | THPT Quốc học Quy Nhơn - Bình Định        | THPT Chuyên Hà Nội - Amsterdam       |
| Tứ kết         | 8   | 28/11/2021     | Chúng tôi sẽ cho phép học sinh tự chọn môn học và các hoạt động giáo dục trong trường học theo ý thích                                         | THPT Chuyên Trần Đại Nghĩa - TP. HCM      | THPT Chuyên Lê Quý Đôn - Đà Nẵng     |
| Tứ kết         | 9   | 5/12/2021      | Chúng tôi phản đối việc thần tượng hóa những người trẻ tự mua được nhà                                                                         | THPT Chuyên Nguyễn Quang Diêu - Đồng Tháp | Phổ thông Năng khiếu - ĐHQG - TP.HCM |
| Bán kết        | 10  | 12/12/2021     | Chúng tôi tin rằng trường học nên dạy học sinh tranh luận với cha mẹ.                                                                          | THPT Chuyên Nguyễn Quang Diêu - Đồng Tháp | THPT Chuyên Trần Đại Nghĩa - TP. HCM |
| Bán kết        | 11  | 19/12/2021     | Chúng tôi tin rằng trường học nên xếp lớp cho học sinh dựa trên chỉ số trí tuệ cảm xúc                                                         | THPT Chuyên Hà Nội - Amsterdam            | THPT Chuyên Lê Quý Đôn - Đà Nẵng     |
| Chung kết      | 12  | 26/12/2021     | Chúng tôi sẽ bỏ kì thi chọn học sinh giỏi quốc gia                                                                                             | THPT Chuyên Lê Quý Đôn - Đà Nẵng          | THPT Chuyên Trần Đại Nghĩa - TP. HCM |